# Helena Christina van de Pavord Smits
Helena Christina van de Pavord Smits (1867-1941) foi uma ilustradora botânica holandesa .

## Biografia
Pavord Smits nasceu no dia 21 de outubro de 1867 em Leiden, Holanda. Frequentou a Academie van Beeldende Kunsten, Den Haag ( Real Academia de Artes, Haia). Ela estudou com Jan Philip Koelman, Willem van der Nat ,  Timotheus Wilhelmus Ouwerkerk  e Mathilde Frederika Wilhelmina Tonnet.
Pavord Smits faleceu no dia 27 de janeiro de 1941, em Leiden.

## Galeria

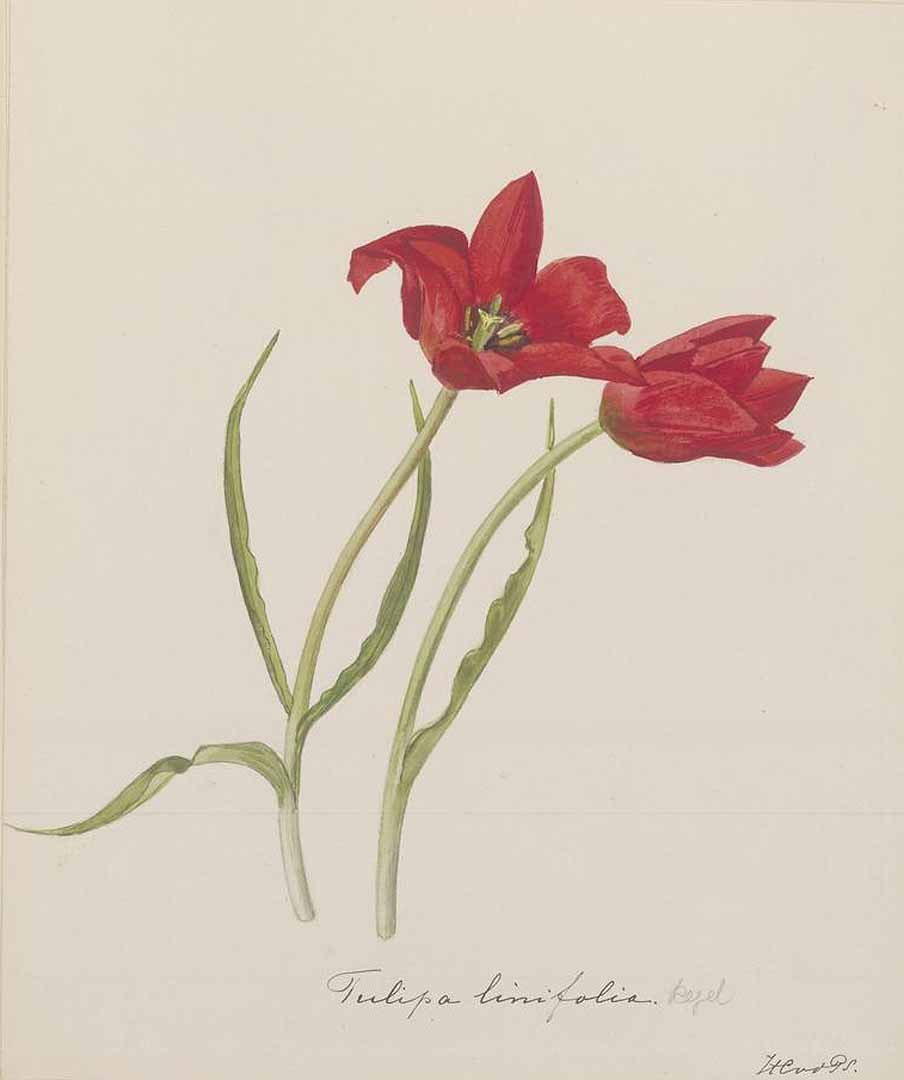
Tulipa linifólia Regel
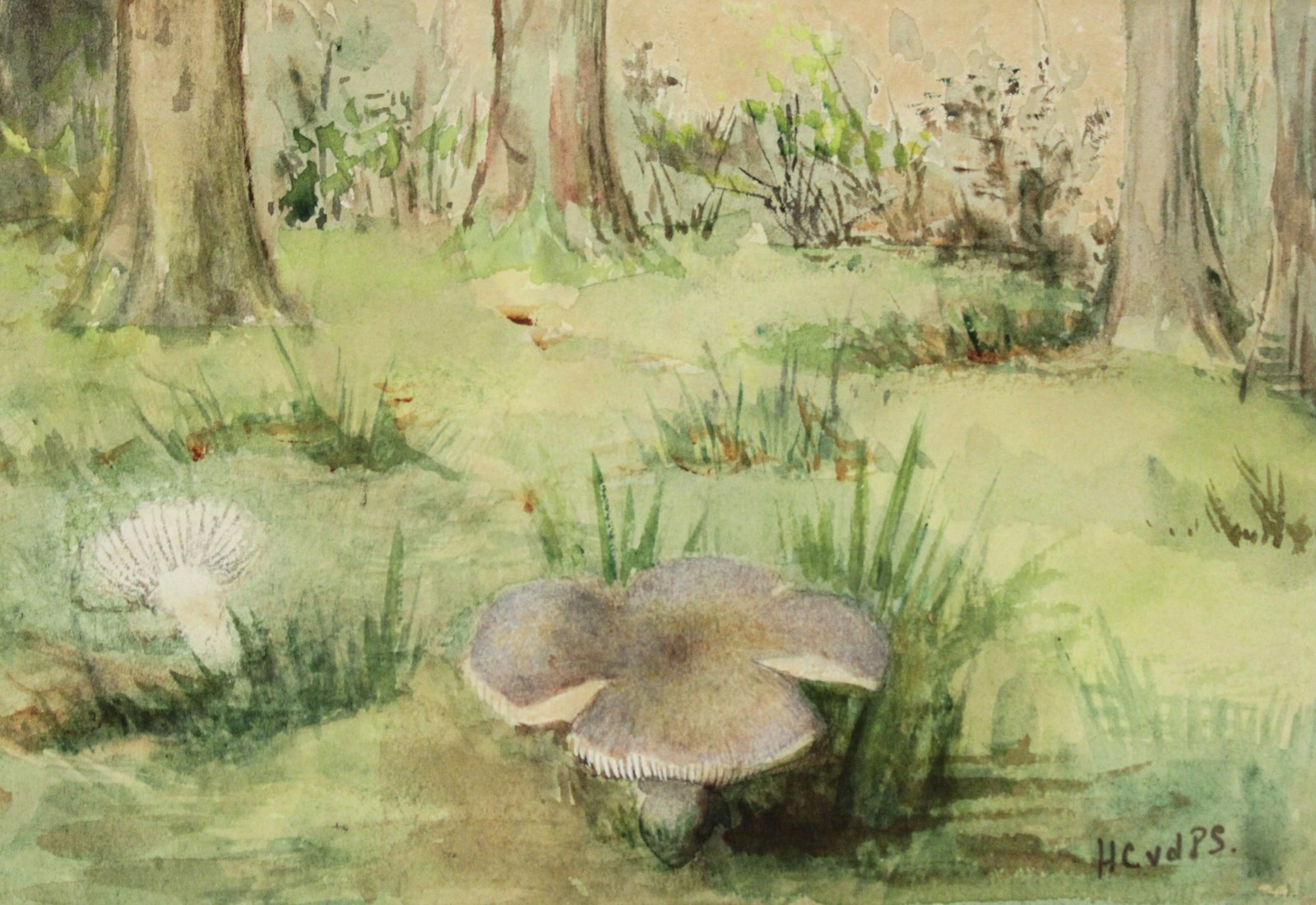
Cogumelos na floresta